# فهرست واژگان نظامی کاربردی
فهرست واژگان و مقررات نظامی که مدت حداقل ۵۰ سال است کاربرد داشته‌اند. از آنجا که تکنولوژی تغییر کرده‌است، و تعدادی از این واژگان در حال حاضر مورد استفاده هستند.

## اداری
- اردوگاه: یک منطقه نظامی به‌طور موقت یا نیمه دائم، در جنوب آسیا، اردوگاه توصیف ایستگاه‌های دایمی نظامی نیز هست.
- تدارکات نظامی
- تدارکات جنگی
- مدیریت زنجیره تأمین نظامی

## اطلاعات
- شنود الکترونیک

## بر روی زمین
- منطقه غیرنظامی
- زمین بدون انسان: زمین است که تحت اشغال نیست یا بیشتر به‌طور خاص، زمین است که تحت اختلاف بین دو کشور یا مناطقی که آن را به دلیل ترس یا عدم اطمینان اشغال نمی‌کنند، یا دارای ملاحظات تاکتیکی یا راهبردی است.

## بازوها و خدمات
- توپخانه شامل هر نوع پرتاب‌کننده برای شلیک پرتابه بزرگ در جنگ بطرف دشمن.
- آتشبار: یک یگان سازمان‌یافته از ادوات توپخانه است.

## روحیه
این شرایط برای صحبت کردن در مورد چگونگی آمادگی نیروهای مسلح استفاده می‌شود.
بسیاری از شرایط زیر را می‌توان اعمال شده به مبارزه با در محیط دیگر اگر چه اغلب در اشاره به جنگ زمین استفاده می‌شود.
- کمین: انجام یک حمله غافلگیرانه بر روی یک دشمن که می‌گذرد یک موقعیت پنهان است.
- گلوله‌باران
- محاصره: حلقه‌ای از رگ‌های دریایی در اطراف یک پورت خاص یا حتی کل ملت است. هدف این است که برای متوقف کردن واردات کالا که می‌تواند کمک به تلاش‌های جنگی این کشور مسدود است.
- تله انفجاری
- شکاف: شکاف در خطوط و استحکامات
- خروج: خروج از محاصره با بهره‌برداری از شکاف در خطوط دشمن
- سرپل
- تاختن: یورش یک نیروی بزرگ به شکل مستقیم به دشمن برای مبارزه نردیک
- ستون
- پاتک
- ضد آتشبار
- تیر خلاص: کشتن یک سرباز زخمی برای پایان دادن به درد و رنج او
- ناگه تک: یورش سریع پیش‌دستانه
- پیروزی قاطع: پیروزی کامل برای یک طرف، اغلب همراه با تغییر روند از جنگ
- آرایش پله‌ای: آرایش نظامی به صورت مورب
- احاطه
- حرکت گازانبری
- نقطه استخراج: محل تعیین‌شده برای گردهم‌آیی نیروها و انتقال متعاقب آن‌ها به خارج از منطقه نبرد
- راهبرد فابین: اجتناب از جنگ تن به تن و تحلیل بردن دشمن در جنگ فرسایشی
- مبارزه در حین عقب‌نشینی: عقب‌نشینی نیروهای نظامی با حفظ تماس با دشمن
- ردیف: یک ستون از سربازان
- حرکت جانبی
- تهاجم رو در رو
- پادگان
- جنگ چریکی
- از کار افتاده: از مبارزه، تسلیم، زخمی زمانی که ناتوان است، و به همین ترتیب.
- پیاده مربع، پایک مربع
- نفوذ
- ممنوعیت: به حمله و اخلال در خطوط تدارکاتی دشمن.
- رشته کشتن
- استقرار: محاصره ساخته شده توسط افزایش اندازه پل.
- غوغا یا "غوغا"
- بدون چهارم داده شده‌است.: تمام نیروهای دشمن کشته شوند، حتی کسانی که تسلیم است. همچنین به عنوان "هیچ زندانی،" یا "هیچ رحمت"، یا "کشتن همه آنها راً نامیده می‌شود.
- سرپرستی: هنگامی که یک واحد کوچک می‌تواند برای دیگری فراهم کند.
- گشت
- اشکانیان شات
- انگشت
- دهی اعتصاب علیه اشتغال (یا picquetها): sentries یا نیروهای پیش به‌طور خاص با هشدار دهنده زود هنگام تماس با دشمن وظیفه است. یک سرباز است که این کار در "دستک وظیفه"، و نیز ممکن است به عنوان "مراقب".
- گیره مانور
- جنگ سخت‌تن به تن.
- پاکت پی سی: "برجسته" را ببینید.
- وتدی که مرکب از دو هجای کوتاه وغیر مشدد باشد پیروزی: یک پیروزی پرداخت تا از صمیم قلب که به‌طور بالقوه می‌تواند منجر به شکست (جنگ به دست آورد، از دست داد جنگ ").
- حمله
- رتبه: یک خط از سربازان.
- شناخت
- تمرکزی: عقب‌نشینی (عقب) از نیروهای نظامی از میدان جنگ (می‌تواند به صورت منظم یا unorderly، مبارزه یا با تار و مار) است.
- مسیر: unorderly خروج نیروهای نظامی از میدان جنگ بعد از یک شکست، چه به صورت واقعی یا درک.
- گونی: تخریب عمدی و / یا غارت از شهر، که معمولاً بعد از حمله.
- ایمن گارد: فرد سرباز یا دسته‌های قرار داده شده برای جلوگیری از غارت یا غارت منابع (که اغلب به مزارع پر از محصولات کشاورزی و دام)
- Salients: یک جیب یا "برآمدگی" در یک خط غنی یا نبرد. خط دشمن مواجه است، برجسته است که به عنوان یک بازگذشتی' نامیده می‌شود.
- سوخته زمین: تخریب عمدی از منابع به منظور انکار استفاده از آن‌ها به دشمن است.
- Scuttling: تخریب عمدی از یک کشتی برای جلوگیری از ضبط آن و با دشمن استفاده کنید. معمولاً به عنوان با استفاده از کودتای د فضل، بلکه اعتراض (پس از اول جهانی جنگ).
- سپر دیوار: فراوان استفاده از سپر به هم پیوسته به شکل یک دیوار در جنگ است.
- سپر دیوار: بالاترین و دیوار ضخیم از قلعه محافظت از حمله رویکرد اصلی /
- ساقه و لیز خوردن: یک نوع از آتش و حرکت تاکتیک مورد استفاده توسط توپخانه برای جلوگیری از مبارزه با باتری آتش است.
- محاصره: محاصره نظامی یک شهر یا قلعه با هدف فتح با توسل به زور یا ساییدگی، اغلب توسط یک حمله در مرحله بعد همراه است.
  - محاصره EN régle: A محاصره که در آن یک شهر یا قلعه است که سرمایه‌گذاری می‌شود اما هیچ بمباران یا حمله می‌گیرد. در عوض besieger تلاش برای متقاعد کردن مدافعان را از طریق مذاکره، انگیزه، یا از طریق محرومیت از قبیل گرسنگی تسلیم است. این ممکن است به خاطر این است که به قلعه قوی برای حمله از طریق بمباران و حمله ضبط، یا به دلیل در صورتی که غنی سازی زمانی که اسیر سالم است آن را بلافاصله تبدیل به یک نقطه قوی و کاربردی برای besiegers سابق[۱]
  - Circumvallation: یک خط از استحکامات ساخته شده توسط مهاجمان در سراسر غنیسازی محاصره رو به آن است.
  - Contravallation: خط دوم استحکامات در پشت circumvallation رو به دور از قلعه دشمن برای حفاظت از besiegers از حملات متحدان محاصره.
  - ESCALADE: این قانون از پوسته پوسته شدن دیوار دفاعی و باروها با کمک از نردبان، یکی از ویژگی‌های برجسته از جنگ محاصره در زمان قرون وسطی است.
  - کس امید: موج اول از سربازان حمله به یک نقض در دفاع در طول محاصره.
  - Chevaux د frize: تیغه شمشیر زنجیر با یکدیگر به کار افتادن مردم در تلاش به نقض در دیواره شارژ.
  - سرمایه‌گذاری: در اطراف قلعه دشمن (یا شهر) را با نیروهای مسلح به منظور جلوگیری از ورود یا فرار.
  - موازی ترانشه
  - موتورهای محاصره: سلاح‌های تخصصی استفاده می‌شود برای غلبه بر استحکامات قلعه یا شهر محاصره در دوران مدرن، کار به توپخانه‌های بزرگ افتاده‌است.
  - قطار محاصره: محاصره تخصصی توپخانه در یک ستون در جاده‌ها یا راه‌آهن نقل مکان کرد.
  - برج محاصره: برج چوبی بر روی چرخ‌های ساخته شده برای محافظت از مهاجمان و نردبان در حالی که با نزدیک شدن به دیواره‌های دفاعی از غنی سازی است.
- یورش (همچنین "به سالی (چهارم)"): یک حمله ناگهانی در برابر دشمن را محاصره از درون قلعه یا شهر محاصره شده‌است.
- تسلیم در اختیار: تسلیم بی قید و شرط به جای تسلیم شدن با شرایط.
- درگیری
- VEDETTE، نگهبانی نصب شده یا پاسگاه مرزی است که تابعی از آوردن اطلاعات، به سیگنال‌ها یا هشدار خطر، و غیره
- برداشت: عقب‌نشینی (به عنوان مثال، عقب) نیروهای نظامی از میدان جنگ (می‌تواند به صورت منظم یا unorderly، جنگ یا تار و مار)

## مهمات
شناسایی این شرایط نگرانی از استفاده از مبارزه با خسارت در حریف.

## تیغه‌ها
سلاح‌هایی که خسارت از طریق برش یا سلاح سرد.
- سرنیزه
- بیل
- تبر دانمارکی
- نیزه
- دست
- چاقو
- سلاح قطب یا با تبر زین زدن
- پایک
- حزبی
- نیزه
- شمشیر

## مهمات پرتابه
مهمات سلاح و مهمات که خسارت را از طریق تأثیر است.

## اسلحه فردی
- کمان
- زنجیر و تیرکمان بچه گانه (منجنیق دست انجام) اسلحهٔ گرم
- تفنگ
- شاهین کوچک نر
- تپانچه
- هفت تیر
- تفنگ
- تفنگ
- تفنگ دستی

## توپخانه
خدمه خدمت کرده‌است، بدون وسایل نقلیه نصب شده سلاح است.
- بالیستا
- منجنیق
- منجنیق سنگ انداز
- گورخر کوچک
- منجنیق

اسلحه
- توپ
- تفنگ
  - نیروی دریایی توپخانه
- خمپاره انداز
- ملات

## مواد منفجره
مواد منفجره باعث صدمه از طریق آزادی از زور.
- توپخانه پوسته
- بنگلور اژدر
- کاموفل
- نارنجک
  - نارنجک دستی
  - نارنجک تفنگ (همچنین نگاه کنید به پرتاب نارنجک)
  - موشک نارنجک رو
- زمین مال
  - ضد تانک معدن
  - مین‌های ضد نفر

## آتش زا
مهمات آتش زا باعث خسارت از طریق انتشار گرما است.
- شعله‌افکن
- آتش یونانی
- بمب آتشزا
- فسفر سفید

## وسایل نقلیه
- ماشین زره پوش
- ارابه
- نیمه مسیر
- تانک

## فنی و مهندسی
همچنین نگاه کنید به فهرست استحکامات
- نیمکت، یا آتش گام
- سیم خاردار
- سنگر و استحکامات
- قلعه سنگر و استحکامات: در یک قلعه به شکل ستاره، در اطراف شهر یا شهرستان (همچنین به به عنوان ستاره فورت یا ردیابی italienne شناخته شده).
- پلهای
- Blockhouse
- نردهبندی عرشه
- سدی
- بانکر: به شدت غنی شده، و گاهی اوقات (تا حدی) زیرزمینی، امکانات مورد استفاده به عنوان یک موقعیت دفاعی نیز به‌طور معمول به عنوان مراکز فرماندهی افسران در سطح بالا استفاده می‌شود.
- کنترسکارپ: در کنار خندق مخالف در مقابل غنی سازی، به عنوان مثال، به سمت آن روبرو است.
- Coupure
- قصر
  - غنی سازی قرون وسطی
    - شکاف پیکان (حلقه فلش، روزنه)
    - باربیکن
    - المرکز قلعه
    - پل متحرک
    - خندق
    - مزغل سازی
    - قتل سوراخ
    - مسدود کردن
- ارگ
- شمارنده و معدن: ضد، محاصره تونل توسط مدافعان غنی سازی را زیر را مهاجم حفر معدن با قصد از بین بردن آن قبل از حمله هستند قادر به آسیب (پایه‌های) دیوار.
- جنگ موقعیت دفاعی، به عنوان مثال، گودال تفنگ، سنگر یا روباه سوراخ.
- دندان اژدها: مثلثی موانع اقدام به عنوان موانع برای وسایل نقلیه زره پوش.
- متراس
- قلعه
- تقویت
- قلعه
- شیب
- هیل قلعه (نیوزیلند: پا)
- پنجره بالای: سنگر خارجی متشکل از یک زاویه برجسته با دو پهلوها و دره باز.
- معدن: روش محاصره از دوران باستان در مقابل شهرستان جداره استفاده می‌شود، قلعه یا قلعه، که در آن تونل حفر شده به تضعیف پایه‌های دیوارها، همچنین نگاه کنید به ضد معدن.
- بیشتر کار کردن: دفاع جزئی، ساخته شده یا در خارج از محدودیت‌های غنی سازی اصلی، جدا شده یا یک دیوار حائل تأسیس.
- Ravelin: باروهای مثلثی در مقابل سنگر و استحکامات بیشتر کار کردن جدا.
- Redan: یک زاویه V شکل برجسته نسبت به حمله انتظار می‌رود، ساخته شده از عملیات خاکی یا مواد دیگر است.
- حفاظ استحکامات یا reduit: جا دفاعی محصور در خشکی در داخل یک قلعه بزرگ، فراهم می‌کند حفاظت در طول یک حمله مداوم است. این می‌تواند تکیه بر خاکی می‌شود یا از سنگ، آجر یا بتن ساخته شده (خط آب هلند).
- سنگر: کوچک موقت غنی موقعیت با نردهبندی عرشه جلو در اصل از سنگ است، اما ساخته شده از شن و مواد مشابه در دوران مدرن است.
- سالی پورت
- کاهش
- بریدن: در کنار خندق در مقابل غنی سازی رو به دور از آن است.
- دیوار کوب: غنی سازی کوچک، حفاظتی از قبیل سنگر و استحکامات، اغلب بر روی یک تپه به عنوان یک کار دفاعی برای توپخانه قرار داده‌است.
- Slighting: تخریب عمدی غنی سازی (رها) بدون مخالفت از آن (سابق) کارکنان و / یا مدافعان است.
- یورش
- ستاره قلعه: یک قلعه به شکل ستاره در اطراف یک شهر یا شهرستان (همچنین به عنوان قلعه سنگر و استحکامات شناخته شده یا ردیابی italienne).
- Tenaille (کهنه Tenalia): یک گیره به شکل پیشرفته دفاعی در مقابل دفاع از قلعه است.
- بدو-DE-pont: به‌طور موقت کار دفاعی دفاع از یک پل در پایان نزدیک به دشمن است.
- ردیابی italienne: یک قلعه به شکل ستاره در اطراف یک شهر یا شهرستان (همچنین به عنوان سنگر و استحکامات قلعه شناخته شده یا ستاره فورت).
- گودال

### جغرافیایی
بی عفت: جغرافیایی مدت یک پاس تنگ یا تنگه بین کوه. این ریشه‌های خود را به عنوان یک توصیف نظامی عبور که از طریق آن نیروهای نظامی تنها می‌تواند در ماه مارس در یک ستون باریک یا با جلو باریک است.
- از محل محصوری بمحل غیر محصوری آمدن:

۱ برای ظهور از بی حرمت کردن یا مشابه به کشور باز.
۲ غنی سازی در پایان از بی حرمت کردن، ۳ آب است که جریان از بی حرمت کردن را به یک مکان وسیع تری مانند یک دریاچه است.

## نیروی دریایی

### دکترین
- محاصره
- عبور از سه راهی
- ون پیشرو
- خط عقب کشتی، خط پیش یا خط نبرد
- Raking آتش
- غرق کردن
- گرو آب و هوا

## مهمات
- مین دریایی
- اژدر
- برجک

## شناورها
- ناو هواپیمابر
- نبرد
- رزم‌ناو
- رزمناو
- ناوشکن
- ناوچه
- هواناو
- زیردریایی
- اژدر قایق

## بازوها و خدمات
این شرایط سلاح مبارزه با نگرانی و خدمات حمایت از نیروهای مسلح مورد استفاده در جنگ‌های هوایی است.

## عملیاتی
یورش: استفاده شده توسط نیروی هوایی به منظور نشان دادن تعداد مأموریت هواپیمای ("پرواز ۷ پرواز) یا در حس حرکت ( هواپیما sortied)

## اعتقادی
این قوانین و مقررات مربوط به نوع استفاده از حمل و نقل هوایی نیروهای مسلح است.

## تاکتیک
بمب‌گذاری، به ویژه بمب‌گذاری در منطقه، بمب‌گذاری در فرش و بمب‌گذاری در الگوی.
- یورش: یک مأموریت پرواز هواپیما

## مهمات
- بمب
- موشک

## هواپیما
- بالون
- بمب افکن
- هدایت، بالن
- جنگنده
- جنگنده بمب افکن
- نقطه نقطه هواپیما

## همچنین مشاهده کنید
- فهرست از تاکتیک‌های نظامی
- فرهنگ اختصارات نظامی
- واژه‌نامه از اصطلاحات نظامی آلمان
- فهرست تجهیزات مورد استفاده در جنگ جهانی دوم
- فهرست از جنگ جهانی دوم جنگ‌های تجهیزات الکترونیکی